# Epifenómeno
Epifenómeno (del griego antiguo ἐπί, ‘sobre, además, junto a’, y φαινόμενoν, ‘fenómeno, evento observable’) en filosofía es un fenómeno secundario que acompaña o sigue a un fenómeno primario sin constituir parte esencial de él y sin que aparentemente ejerza influencia.
El concepto de epifenómeno es seguido especialmente por el materialismo psicofísico y los psicólogos que sostienen el origen somático de la emoción para los que la sensación de placer o dolor de una emoción es el efecto de un cambio fisiológico que lo muestra. También consideran al alma, pensamiento o mente como un epifenómeno de la actividad cerebral.

## En metafísica
El problema de los epifenómenos suele ser un contraejemplo de las teorías de la causalidad y se identifica con situaciones en las que un evento E es causado (o se dice que es causado) por un evento C, que también causa (o se dice que causa) un evento F. Por ejemplo, si hacemos un análisis contrafactual hipotético simplificado de causalidad de que el significado de las proposiciones sobre relaciones causales entre dos eventos A y B puede explicarse en términos de condicionales contrafácticos de la forma 'si A no hubiera ocurrido, entonces B no habría ocurrido'. Supongamos que C causa necesariamente E y que C tiene necesariamente un epifenómeno F. Entonces, tenemos que si E no hubiese ocurrido, entonces F tampoco habría ocurrido. Pero de acuerdo con el análisis contrafactual de la causalidad, la proposición de que existe una dependencia causal de F sobre E es verdadera; es decir, desde este punto de vista, E causó F. Dado que esto no está en línea con la forma en que habitualmente hablamos de la causalidad (no diríamos que E causó F), un análisis contrafactual parece ser insuficiente.

## En filosofía de la mente y psicología
Un epifenómeno puede ser un efecto de fenómenos primarios, pero no puede afectar a un fenómeno primario. En la filosofía de la mente, el epifenomenalismo es la visión de que los fenómenos mentales son epifenómenos en el sentido de que pueden ser causados por fenómenos físicos, pero no pueden causar fenómenos físicos. En el epifenomenalismo fuerte, los epifenómenos que son fenómenos mentales solo pueden ser causados por fenómenos físicos, no por otros fenómenos mentales. En el epifenomenalismo débil, los epifenómenos que son fenómenos mentales pueden ser causados tanto por fenómenos físicos como por otros fenómenos mentales, pero los fenómenos mentales no pueden ser la causa de ningún fenómeno físico.
El mundo físico opera independientemente del mundo mental en el epifenomenalismo. El mundo mental existe como un mundo paralelo derivado del mundo físico, afectado por el mundo físico (y por otros epifenómenos en el epifenomenalismo débil), pero no puede tener un efecto en el mundo físico. Las versiones instrumentalistas del epifenomenalismo permiten que algunos fenómenos mentales causen fenómenos físicos, cuando esos fenómenos mentales pueden ser estrictamente analizables como resúmenes de fenómenos físicos, preservando la causalidad del mundo físico para ser estrictamente analizable por otros fenómenos físicos.

## En medicina
En su sentido más amplio, implica una relación causal entre los fenómenos; el epifenómeno es una consecuencia del fenómeno primario. Este es la acepción que se relaciona con epifenomenalismo. 
Sin embargo, en medicina, esta relación generalmente no está implícita, y la palabra se usa generalmente en el sentido de que un epifenómeno puede ocurrir de forma independiente, y se denomina epifenómeno porque no es el fenómeno primario en estudio o porque solo la correlación, no la causalidad, es conocida o sospechada. En este sentido, decir que X está asociado con Y como un epifenómeno es preservando un reconocimiento de que la correlación no implica causalidad. Los signos clínicos, síntomas, síndromes y factores de riesgo pueden ser epifenómenos en este sentido. Por ejemplo, tener un mayor riesgo de cáncer de mama concurrente con la toma de un antibiótico es un epifenómeno. No es el antibiótico el que está causando el aumento del riesgo, sino el aumento de la inflamación asociada con la infección bacteriana que provocó la toma del antibiótico. La metáfora de un árbol es una forma de ayudar a explicar la diferencia a alguien que quiere comprender el mecanismo. Si la infección es la raíz del árbol y la inflamación es el tronco, entonces el cáncer y el antibiótico son dos ramas; el antibiótico no es el tronco